# Millom Without
Millom without – civil parish w Anglii, w Kumbrii, w dystrykcie (unitary authority) Cumberland. W 2001 miejscowość liczyła 1638 mieszkańców.